# TTC4
TTC4 (англ. Tetratricopeptide repeat domain 4) – білок, який кодується однойменним геном, розташованим у людей на короткому плечі 1-ї хромосоми.  Довжина поліпептидного ланцюга білка становить 387 амінокислот, а молекулярна маса — 44 679.
| 10         |  | 20         |  | 30         |  | 40         |  | 50         |
| ---------- |  | ---------- |  | ---------- |  | ---------- |  | ---------- |
| MEQPGQDPTS |  | DDVMDSFLEK |  | FQSQPYRGGF |  | HEDQWEKEFE |  | KVPLFMSRAP |
| SEIDPRENPD |  | LACLQSIIFD |  | EERSPEEQAK |  | TYKDEGNDYF |  | KEKDYKKAVI |
| SYTEGLKKKC |  | ADPDLNAVLY |  | TNRAAAQYYL |  | GNFRSALNDV |  | TAARKLKPCH |
| LKAIIRGALC |  | HLELKHFAEA |  | VNWCDEGLQI |  | DAKEKKLLEM |  | RAKADKLKRI |
| EQRDVRKANL |  | KEKKERNQNE |  | ALLQAIKARN |  | IRLSEAACED |  | EDSASEGLGE |
| LFLDGLSTEN |  | PHGARLSLDG |  | QGRLSWPVLF |  | LYPEYAQSDF |  | ISAFHEDSRF |
| IDHLMVMFGE |  | TPSWDLEQKY |  | CPDNLEVYFE |  | DEDRAELYRV |  | PAKSTLLQVL |
| QHQRYFVKAL |  | TPAFLVCVGS |  | SPFCKNFLRG |  | RKVYQIR    |  |            |

A: Аланін

C: Цистеїн

D: Аспарагінова кислота

E: Глутамінова кислота

F: Фенілаланін

G: Гліцин

H: Гістидин

I: Ізолейцин

K: Лізин

L: Лейцин

M: Метіонін

N: Аспарагін

P: Пролін

Q: Глутамін

R: Аргінін

S: Серин

T: Треонін

V: Валін

W: Триптофан

Кодований геном білок за функцією належить до фосфопротеїнів. 
Задіяний у таких біологічних процесах як поліморфізм, ацетиляція. 